# Mireuksa
Il sito archeologico di Mireuksa comprende il più grande tempio buddista nell’antico regno di Baekje. Edificato nella prima metà del VII secolo, durante il regno del sovrano di Baekje Mu, Mireuksa si trova vicino alla città di Iksan, nella provincia della Jeolla Settentrionale, in Corea del Sud. L’area è stata scavata alla fine del XX secolo, e il suo studio ha permesso di scoprire molti fatti prima sconosciuti riguardanti l’architettura di Baekje.

La pagoda di pietra Mireuksaji nel sito archeologico di Mireuksa

La creazione di Mireuksa è al centro di una leggenda raccontata nel Samguk yusa. Secondo questa leggenda, durante un viaggio per visitare un tempio buddista, il re Mu e sua moglie, la regina Seonhwa, ebbero una visione di Maitreya, il prossimo Buddha, che emergeva da uno stagno. In seguito a questa apparizione, il re e la regina fecero subito drenare lo stagno ed edificare un tempio in quel luogo.

## Composizione
Il complesso di Mireuksa includeva una pagoda di legno al centro, affiancata da due pagode di pietra, edificate in modo da seguire una linea tra est e ovest. Ogni pagoda era circondata da corridoi coperti, per dare l’impressione che i tre edifici costituissero templi separati.

### Pagoda di pietra Mireuksaji
La Pagoda di pietra Mireuksaji è la più antica del suo genere tra quelle sopravvissute fino ad oggi. La più occidentale del complesso di Mireuksa, è alta oltre 14 metri ed è attualmente composta da sei piani, ma è stato stimato che ne avesse almeno nove in origine.
La costruzione di questa pagoda mostra come delle tecniche usate per edifici in legno venivano adattate alla pietra nel regno di Baekje. Un esempio di queste tecniche è la base bassa della pagoda, che comprende solo un piano, come nelle pagode in legno. Dato che la maggior parte delle pagode in legno sono state distrutte nei secoli, lo studio di questa pagoda in pietra ha permesso di ricavare molte informazioni anche sulle opere in legno. Dal 1962, la Pagoda di pietra Mireuksaji è stata inserita nella lista dei tesori nazionali della Corea del Sud.
Durante degli scavi nel 2009, fu ritrovata nella pagoda una placca dorata con iscrizioni in Cinese classico su entrambi i lati. Queste iscrizioni descrivono vari dettagli della costruzione della pagoda, tra cui la data della sua edificazione, l’anno 639.

### Ricostruzione della pagoda orientale
Nulla è rimasto dell’originale pagoda orientale del complesso di Mireuksa ma, sulla base di testimonianze storiche e sul modello di ciò che rimane di quella occidentale, un nuovo tempio fu edificato nel 1993, durante il restauro del sito. Composta di nove piani, questa pagoda ricostruita è alta oltre 27 metri.

### Portabandiera
Oltre a parte della pagoda occidentale, del sito originale sopravvivono anche due grandi portabandiera composti da colonne di pietra sulla quale venivano issate delle bandiere durante celebrazioni speciali. Entrambe le colonne sono alte all’incirca 4 metri e si trovano a 90 centimetri di distanza tra loro. Ogni colonna contiene tre aperture, la prima quadrata e le altre due circolari, mentre la base dei portabandiera non è sopravvissuta. Le poche decorazioni sulle colonne suggeriscono che siano state aggiunte successivamente, durante il periodo di Silla unificato.

### Altri ritrovamenti archeologici
Tra i molti ritrovamenti archeologici nel complesso di Mireuksa, sono notevoli le lanterne in pietra, un bruciatore di incenso e le fondamenta di colonne e terrazzi sulla quale si poggiavano i templi, costruite con una tecnica che ricordava le abitazioni private in legno comuni all’epoca.

## Conservazione e restauro
All’inizio del XX secolo, del grande complesso di Mireuksa era rimasta solo parte della pagoda occidentale e i portabandiera. Nel 1914 il governo giapponese cercò di stabilizzare e riparare la struttura pericolante con una costruzione in cemento. Solo alla fine del secolo gli archeologi coreani arrivarono a studiare a fondo l’area, con scavi, restauri e parziali ricostruzioni. Il supporto in cemento fu rimosso nel 1999 e il restauro fu dichiarato concluso nel 2018. L’area comprende ora un sito storico e un museo.
Dal 2015, il sito archeologico di Mireuksa è stato inserito nella lista dei Patrimoni dell’umanità dell’UNESCO, come parte delle Aree storiche di Baekje.